# Geum canadense
Geum canadense är en rosväxtart som beskrevs av Nikolaus Joseph von Jacquin. Geum canadense ingår i släktet nejlikrotsläktet, och familjen rosväxter. Utöver nominatformen finns också underarten G. c. texanum.

## Bildgalleri

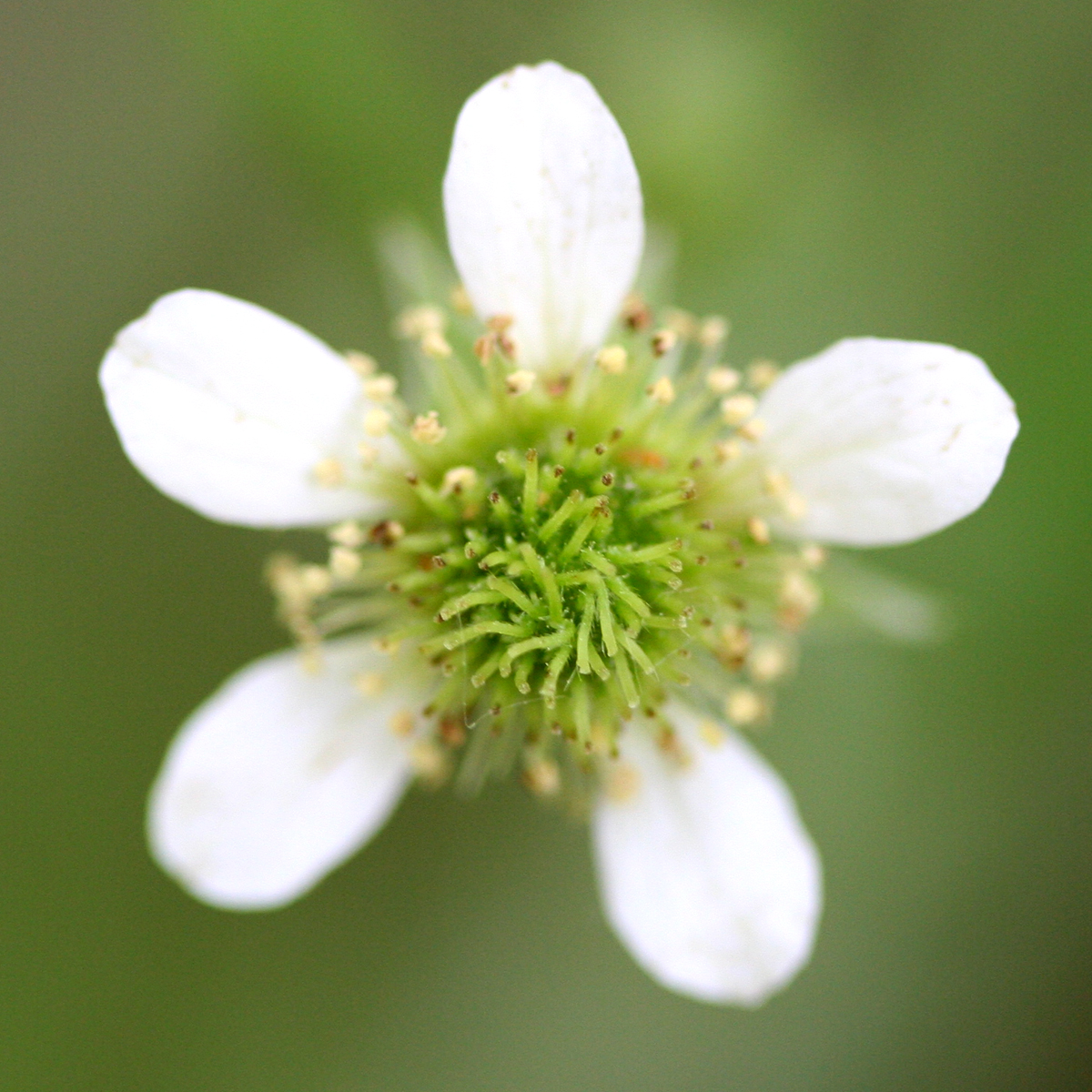
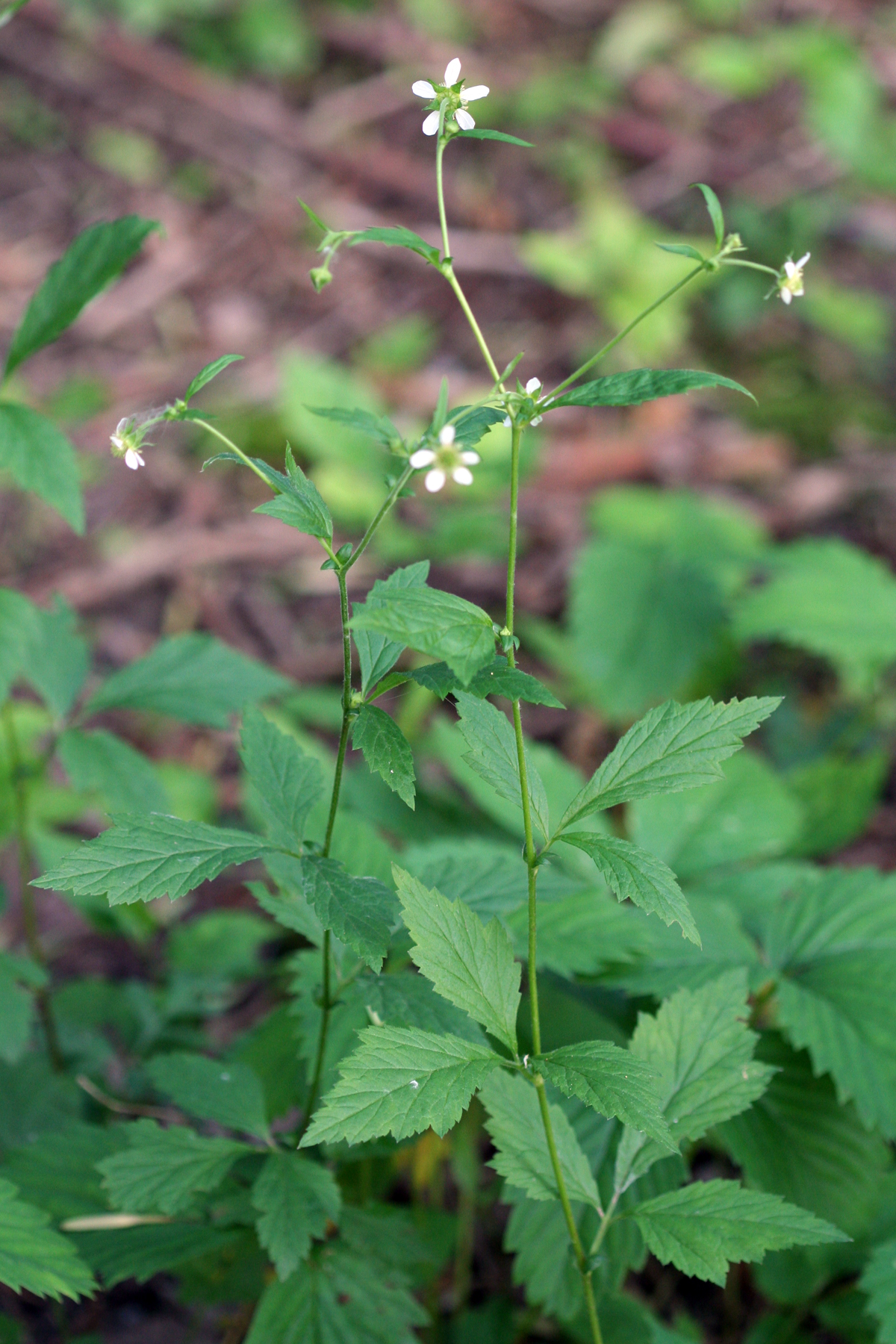
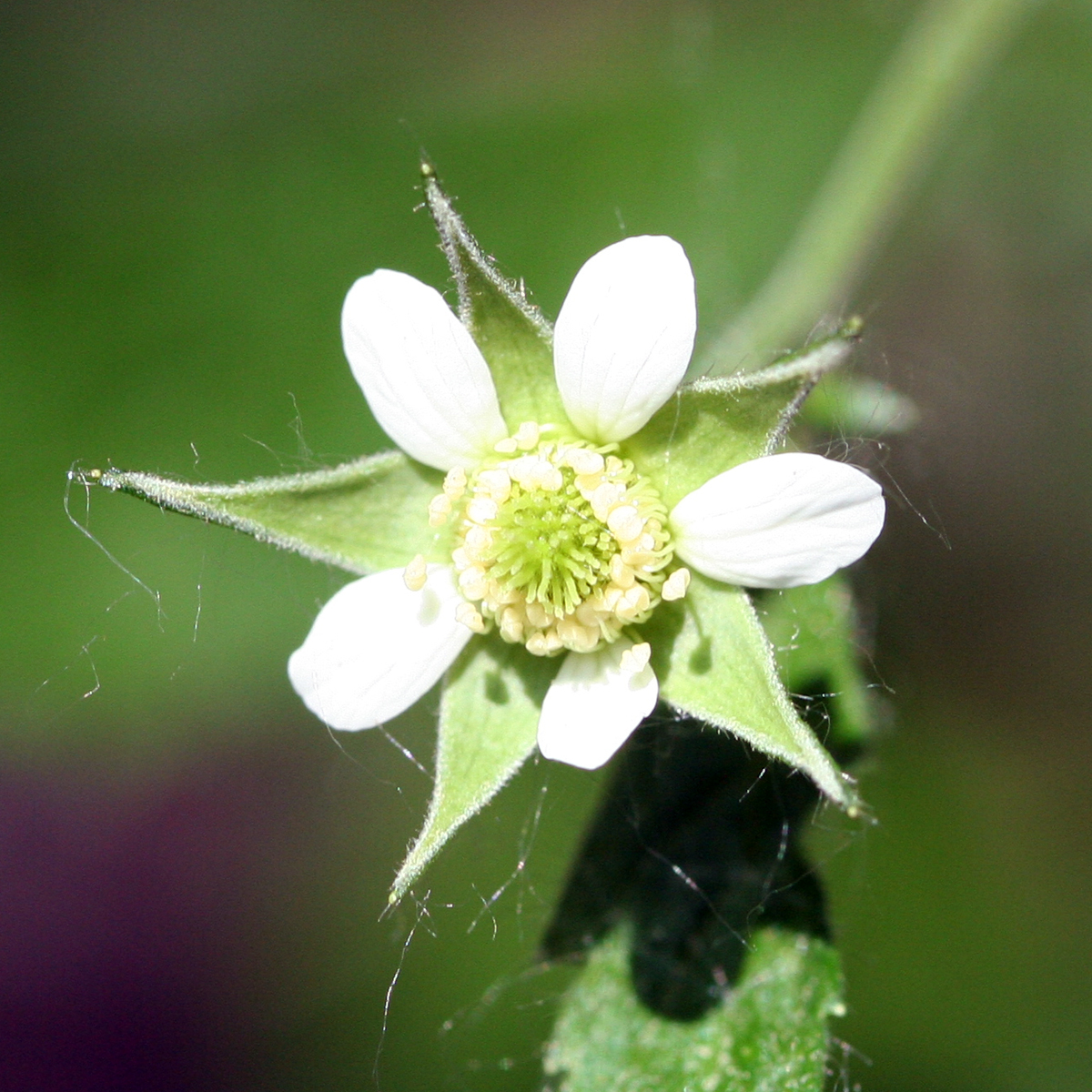
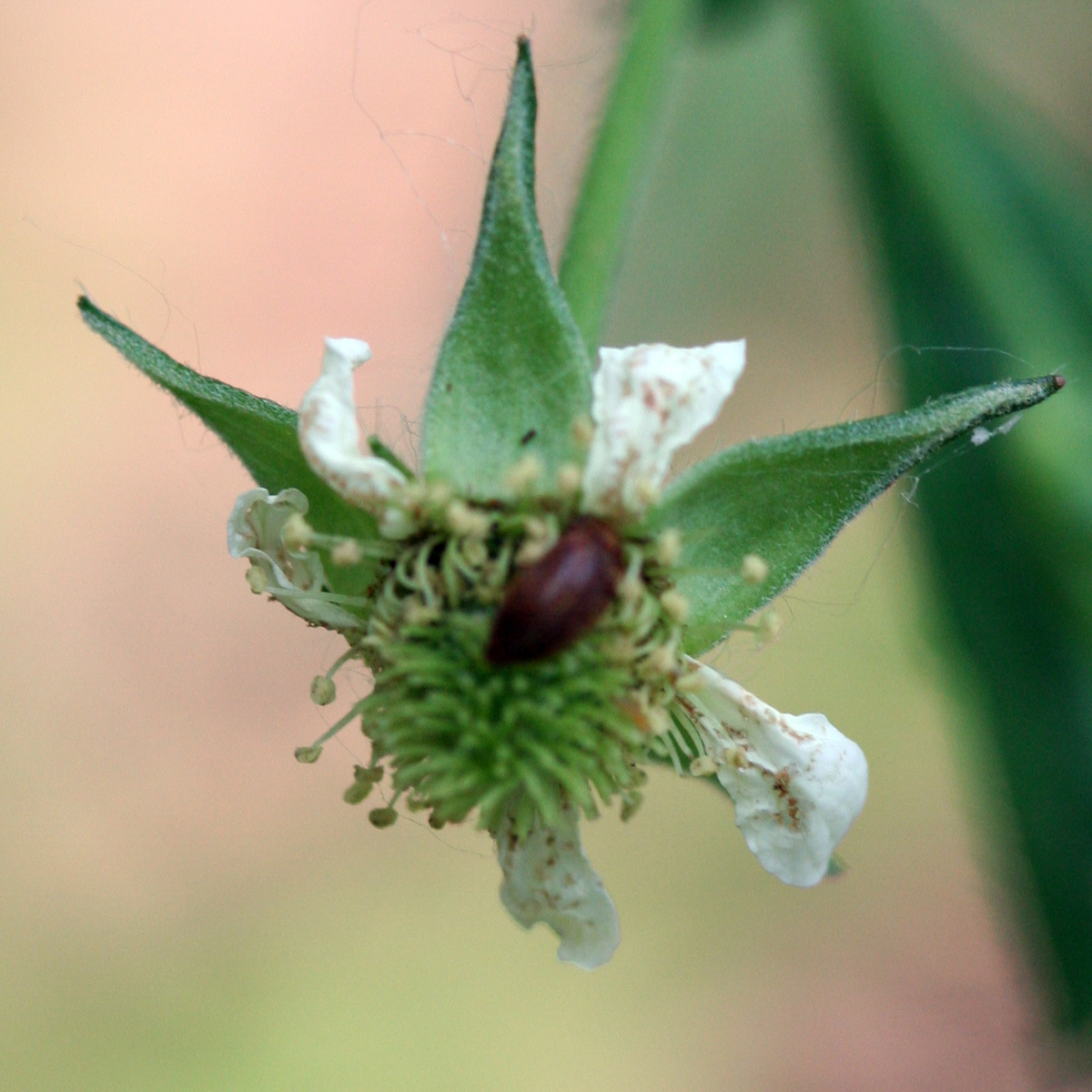
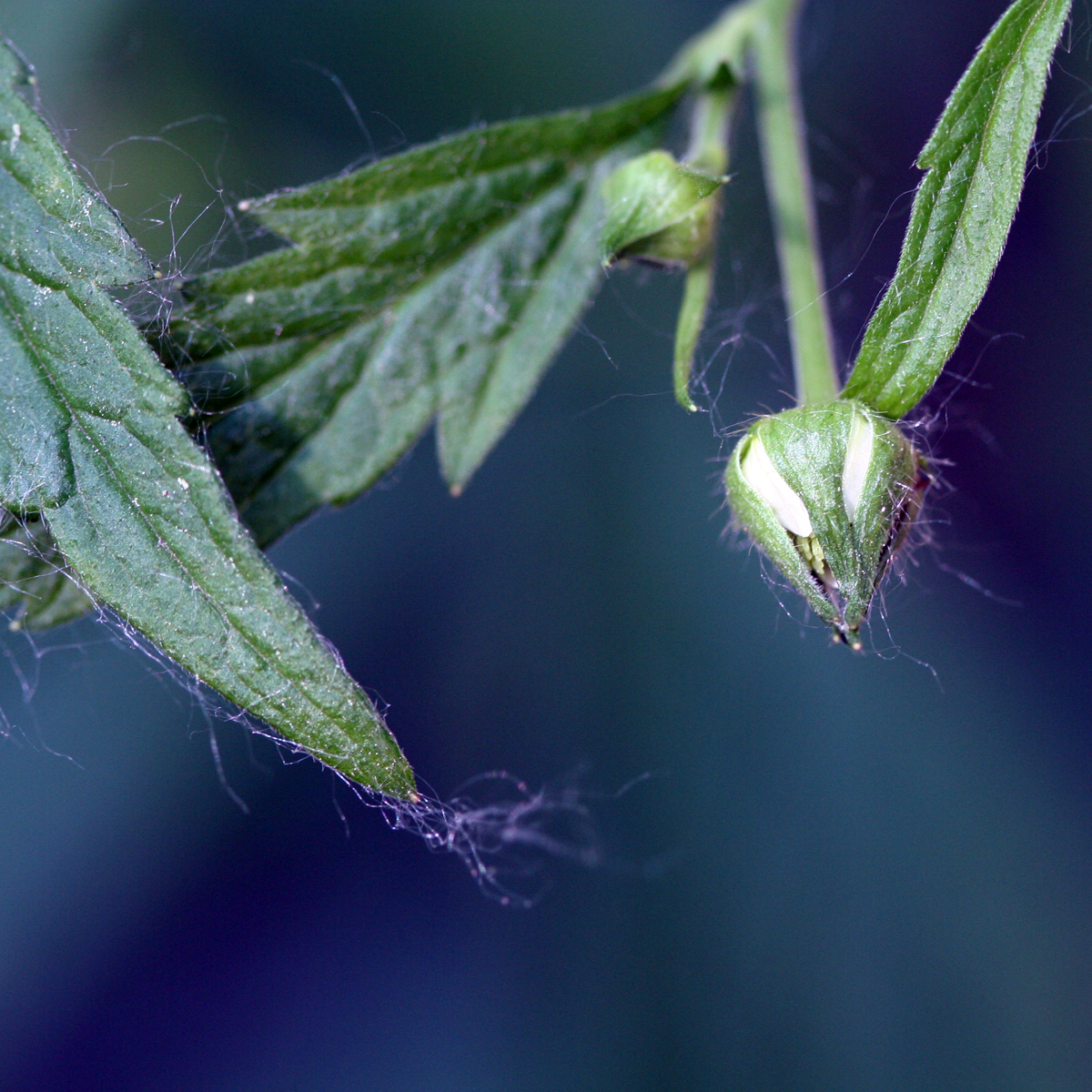